# Américo Ferreira da Silva
Américo Ferreira da Silva (? — ?) foi um militar e político brasileiro.

## Intendente de São Lourenço do Sul
Foi intendente de São Lourenço do Sul, dirigindo o município por duas vezes, sendo o primeiro mandato entre 31 de agosto de 1917 e 15 de novembro de 1920 mandanto esse que exerceu para completar o tempo de Nonô Centeno que faleceu durante seu mandato.
O segundo mandato foi entre 15 de novembro de 1924 e 15 de novembro de 1928.
Foi durante seu segundo mandato que ocorreu a criação do Grupo Escolar Cruzeiro do Sul, em 7 de abril de 1926.